# David Michel
David Michel (ur. 27 października 1996 w Wiedniu) – austriacki siatkarz polskiego pochodzenia, grający na pozycji przyjmującego, reprezentant Austrii. Od sezonu 2017/2018 występuje w drużynie SK Posojilnica Aich/Dob.

## Sukcesy klubowe
Mistrzostwo Austrii:
- 2018
- 2014, 2016

Puchar Austrii:
- 2015

Mistrzostwo Polski I ligi:
- 2017

MEVZA:
- 2018

## Sukcesy reprezentacyjne
Liga Europejska:
- 2016